# Hấp dẫn thể chất

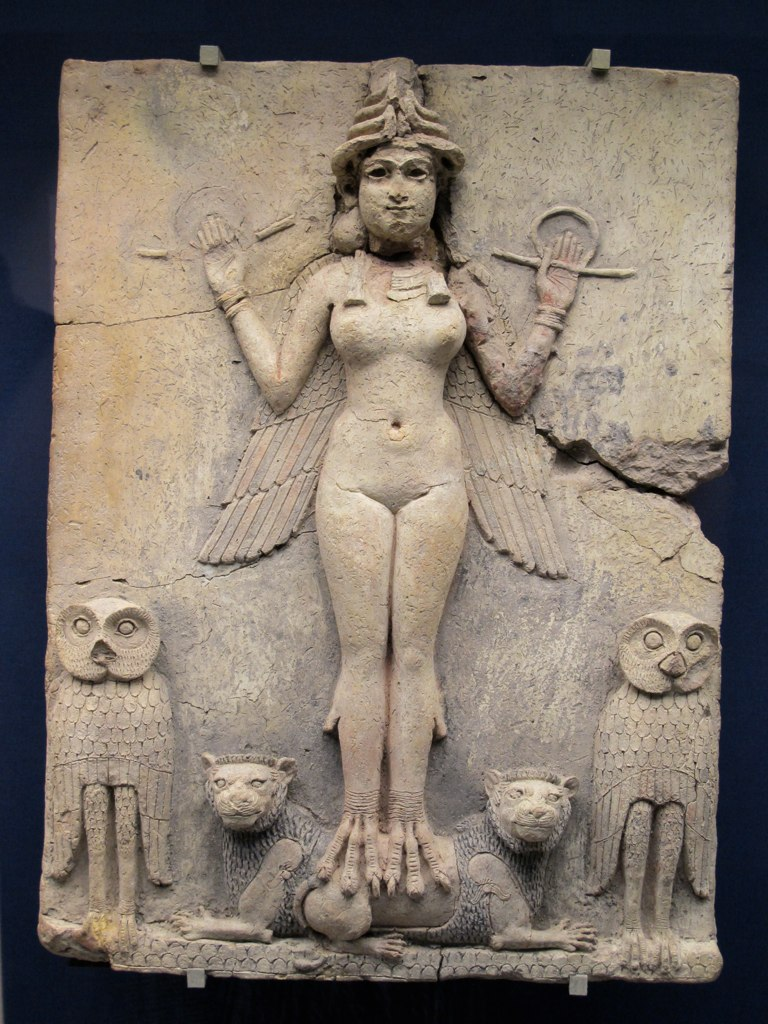
Ishtar, nữ thần Mesopotamian của tình yêu và chiến tranh. Nữ thần này được liên kết với tình dục, tình yêu và khả năng sinh sản.

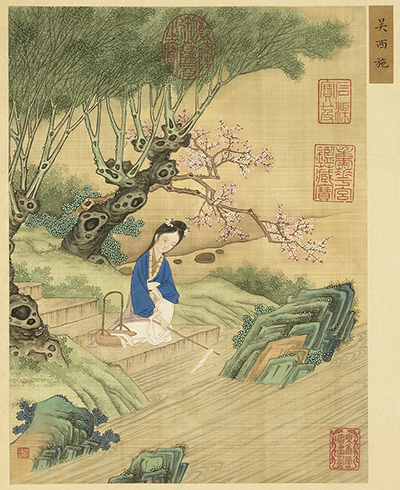
Tây Thi (西施), sinh năm 506 TCN, là một trong Tứ đại mỹ nhân của Trung Quốc cổ đại.

Sức hấp dẫn về thể chất là mức độ mà các đặc điểm hình thể của một người được coi là đẹp về mặt thẩm mỹ hoặc đẹp. Thuật ngữ này thường ngụ ý sự hấp dẫn hoặc mong muốn tình dục, nhưng cũng có thể khác biệt với một trong hai. Có nhiều yếu tố ảnh hưởng đến sự thu hút của một người đối với người khác, với các khía cạnh vật lý là một trong số đó. Sự hấp dẫn về thể chất tự nó bao gồm các nhận thức phổ biến đối với tất cả các nền văn hóa của con người như đối xứng khuôn mặt, thuộc tính phụ thuộc văn hóa xã hội và sở thích cá nhân mang tính duy nhất cho một cá nhân cụ thể.
Trong nhiều trường hợp, con người trong tiềm thức gán các đặc điểm tích cực, như trí thông minh và sự trung thực, cho những người hấp dẫn về thể chất. Từ nghiên cứu được thực hiện ở Hoa Kỳ và Vương quốc Anh, người ta thấy rằng mối liên hệ giữa trí thông minh và sức hấp dẫn thể chất ở nam giới mạnh hơn so với phụ nữ. Các nhà tâm lý học tiến hóa đã cố gắng trả lời tại sao những người hấp dẫn hơn về thể chất cũng thường thông minh hơn và đưa ra quan niệm rằng cả trí thông minh chung và sức hấp dẫn thể chất có thể là chỉ số của thể lực di truyền tiềm ẩn.  Đặc điểm thể chất của một người có thể báo hiệu tín hiệu đến khả năng sinh sản và sức khỏe, với các nghiên cứu mô hình thống kê cho thấy các biến số hình dạng khuôn mặt phản ánh các khía cạnh của sức khỏe sinh lý, bao gồm mỡ cơ thể và huyết áp, cũng ảnh hưởng đến nhận thức của người quan sát về sức khỏe. Liên quan đến các yếu tố này làm tăng mức độ thành công của việc sinh sản, nâng cao hơn nữa sự đại diện của các gen trong quần thể.
Trung bình, đàn ông có xu hướng bị thu hút bởi những phụ nữ có ngoại hình trẻ trung và các đặc điểm biểu hiện như khuôn mặt cân xứng, ngực đầy đặn, môi đầy đặn và tỷ lệ eo-hông thấp. Trung bình, phụ nữ, có xu hướng bị thu hút bởi những người đàn ông cao hơn họ và có biểu hiện cân xứng khuôn mặt cao, khuôn mặt nam tính, sức mạnh cơ thể trên, vai rộng, eo tương đối hẹp và thân hình chữ V.